# Mandorla
Mandorla (ital.: "mandel") kaldes den aflange mere eller mindre mandelformede strålekrone, aureole, der på billeder fra Middelalderen ofte omgiver Jesus, Maria og hellige mænd og kvinder. Mandorlaen er meget ofte tilspidset foroven og forneden.

## Galleri
| - Overlappende cirkler kan danne en "vesica piscis" ('fiskeblære') - Majestas Domini afbildet i mandorla i et manuskript fra middelalderen. |